# Zaovine
Zaovine (Servisch cyrillisch Заовине) is een plaats in de Servische gemeente Bajina Bašta. De plaats telt 442 inwoners (2002).